# Knisch Gábor
Knisch Gábor (Budapest, 1947. február 10. –) magyar sakkjátékos, zeneszerző, szövegíró, énekes, zenei menedzser.

## Életútja
1965-ben Montágh Imre logopédus beszélte rá, hogy zenét tanuljon. Dalszerzői pályája a hatvanas évek végén kezdődött.
1977 és 2008 között egyedüli alkalmazottként a Zeneműkiadó (hivatalos nevén Editio Musica Budapest) könnyűzenei exportjáért felelős munkatársaként tevékenykedett.
Nevéhez kötődik, hogy a Fonográfnak angol nyelvű lemeze jelenhetett meg, hogy a Bojtorján együttes felléphetett (magyar együttesek közül máig egyetlenként) a Wembley Country Fesztiválon, hogy már a kádári időkben kijuthattak Frankfurtba, illetve részben neki köszönhető, hogy a Bojtorján eljutott az USA színpadaira is.
Zeneszerzői pályája során szerzőtársa volt többek között Szenes Iván, S. Nagy István, G. Dénes György, Brand István, ifj. Kalmár Tibor, Vándor Kálmán, Máté Péter.

## Ismertebb dalai
- Véget ért egy fejezet (előadó: Juventus együttes)
- Csak fújt közben a szél (előadó: Delhusa Gjon)